# Ha-Machanot ha-olim

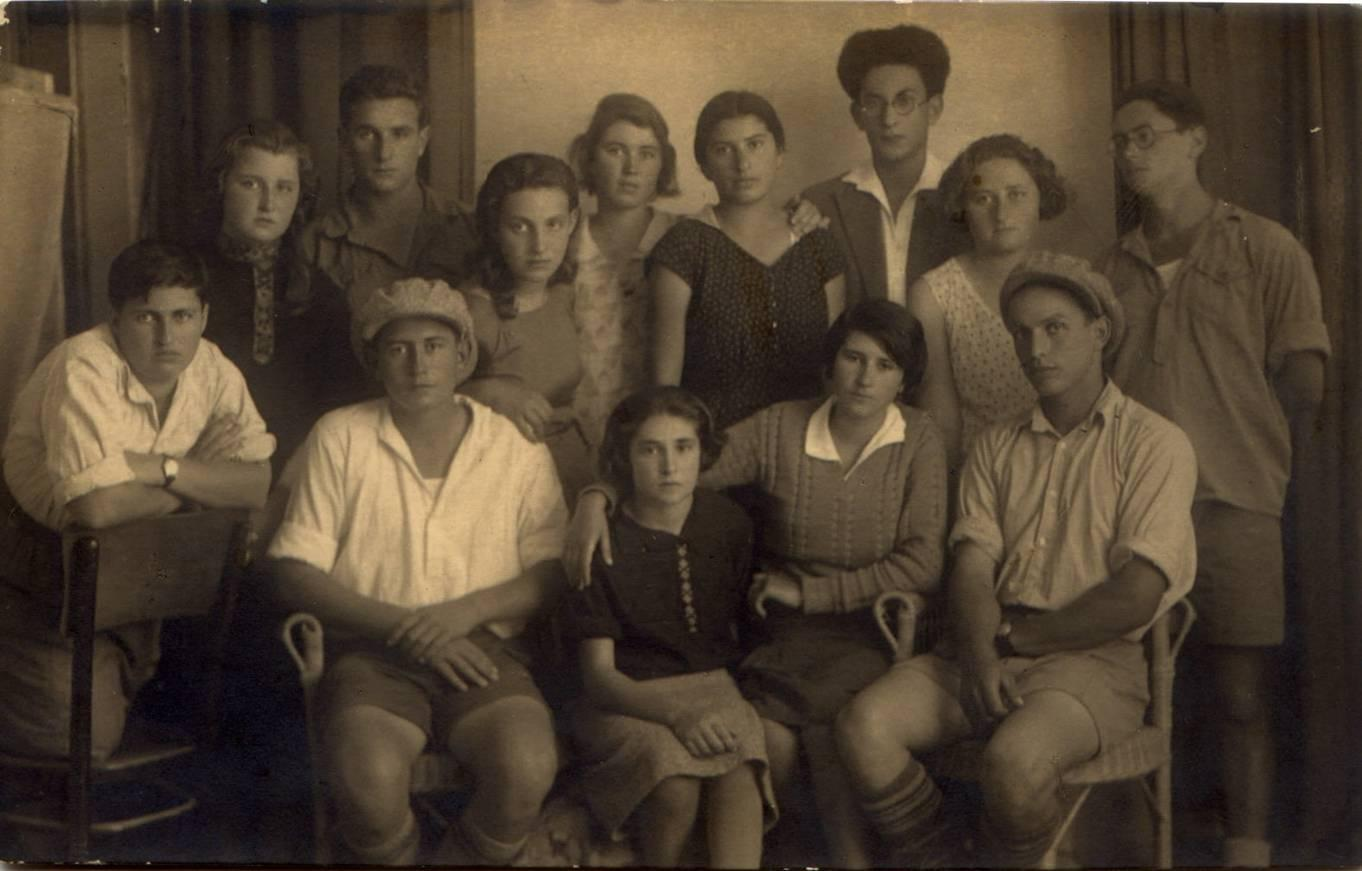
Jedni z prvních členů ha-Machanot ha-olim

ha-Machanot ha-olim (hebrejsky המחנות העולים‎) je sionistické mládežnické hnutí v Izraeli. Bylo založeno v roce 1926 jedenácti studenty telavivského gymnázia Herzlija s cílem šířit sionistickou myšlenku mezi mládeží. V následujících čtyřech letech se hnutí rozrostlo i do dalších oblastí v Izraeli, mimo jiné do Jeruzaléma či Haify. V průběhu jeho existence se od něj někteří členové oddělili, aby založili hnutí vlastní a ha-Machanot ha-olim též spolupracovalo s jinými mládežnickými skupinami, například se skauty.
Členové hnutí se v minulosti dobrovolně hlásili do vojenských sil Nachal a v jejich řadách zakládali kibucy po celém Izraeli. První z nich byl v roce 1932 kibuc Bejt ha-Šita a od té doby se k roku 2006 jednalo o 41 dalších kibuců (mimo jiné Bejt ha-Arava, Gevim, Netiv ha-Lamed He, Cova). Od roku 1931 náleží pod osadnické hnutí ha-Kibuc ha-me'uchad.
V průběhu své existence hnutí měnilo název v závislosti na tom, s jakým dalším mládežnickým hnutím spolupracovalo. V roce 1956 se například spojilo s levicovým hnutím Dror a jmenovalo se Dror ha-Machanot ha-olim. V letech 1980 až 1981 pak po spojení s Ichud ha-bonim šlo o hnutí ha-Bonim Dror. Posléze se vrátilo ke svému původnímu názvu, který používá dodnes.
V současnosti je mládežnické hnutí aktivní po celém Izraeli, v kibucech i ve městech. Mezi jeho aktivity patří semináře, výlety, tábory, komunitní aktivity apod.